# Placówka Straży Celnej „Hubki”

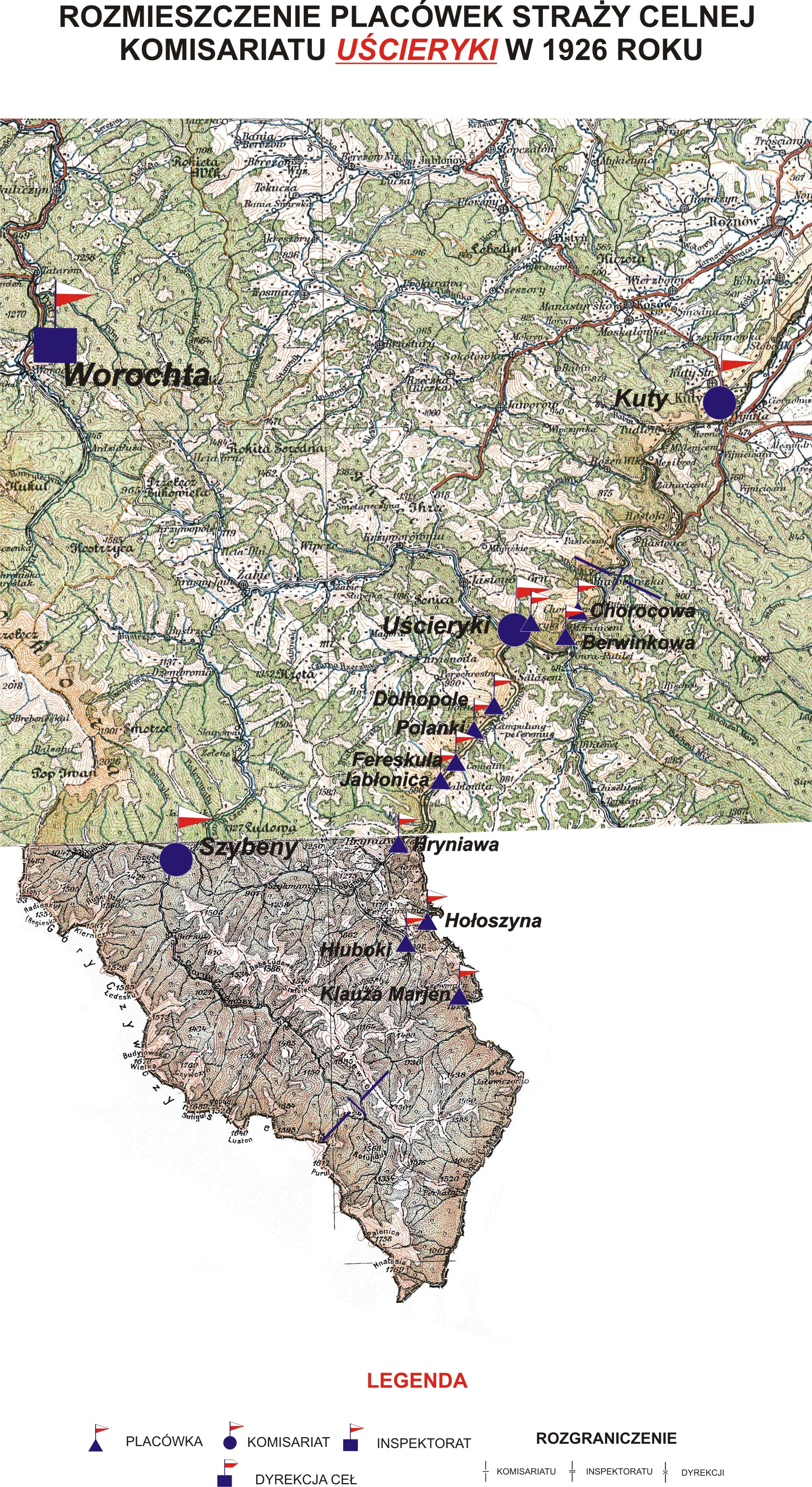
Rozmieszczenie placówek SC komisariatu Uścieryki w 1926

Placówka Straży Celnej „Hubki” – jednostka organizacyjna Straży Celnej pełniąca w okresie międzywojennym służbę ochronną na granicy polsko-rumuńskiej.

## Formowanie i zmiany organizacyjne
Na wniosek Ministerstwa Skarbu, uchwałą z 10 marca 1920 roku, powołano do życia Straż Celną. Jednostki Straży Celnej rozpoczęły przejmowanie odcinków granicy od pododdziałów Batalionów Celnych. W 1921 roku w Uścierykach stacjonował sztab 1 kompanii 11 batalionu celnego. Kompania wystawiała między innymi placówkę w Hubkach. Proces tworzenia Straży Celnej trwał do końca 1922 roku. Placówka Straży Celnej „Hubki” weszła w podporządkowanie komisariatu Straży Celnej „Uścieryki” z Inspektoratu SC „Śniatyn”.
W drugiej połowie 1927 roku przystąpiono do gruntownej reorganizacji Straży Celnej. W praktyce skutkowało to rozwiązaniem tej formacji granicznej. Ochronę północnej, zachodniej i południowej granicy państwa przejęła powołana z dniem 2 kwietnia 1928 roku Straż Graniczna.

## Funkcjonariusze placówki
Kierownicy placówki
| stopień    | imię i nazwisko, numer | okres pełnienia służby | kolejne stanowisko |
| ---------- | ---------------------- | ---------------------- | ------------------ |
| przodownik | Andrzej Borowiec (55)  | był w 1926             |                    |

Obsada personalna placówki w 1926:
- przodownik Andrzej Borowiec (55)
- starszy strażnik Franciszek Flak (764)
- strażnik Mikołaj Augustyński (791)
- strażnik Józef Matuszewski (572)
- strażnik Michał Cofta (1648)
- strażnik Franciszek Łucinkiewicz (2115)
- strażnik Tomasz Duczek (533)
- strażnik Alojzy Chirowski (1766)